# Sever Mureșan
Andrei Sever Mureșan (n. 23 octombrie 1948, Câmpia Turzii, Cluj, România – d. 24 septembrie 2024, Dijon, Franța) a fost în tinerețe un tenisman și ulterior un om de afaceri român.

## Tenismen
După ce în 1968 a devenit Campion Național de tenis la dublu masculin, a fost admis la Institutul de Educație Fizică și Sport din București, pe care l-a urmat în perioada 1968-1972.
Andrei Sever Mureșan s-a remarcat ca tenismen profesionist, fiind membru al echipei române de Cupă Davis, iar în anii 1970-1983 a fost primul jucător profesionist de tenis român membru al Association of Tennis Professionals.
Locuind în Franța din 1980, a creat la Dijon un club de tenis, după care, obținând exclusivitate asupra comercializării materialelor sintetice pentru sporturi „indoor” și „outdoor”, s-a lansat în afaceri internaționale.

## Om de afaceri
După Revoluția Română din 1989, a lansat operațiunea „Pâine pentru România”, prin asocierea firmelor „Croissant de France Invest” cu fabricile de pâine românești „Panegrano” din Cluj, dar și „Plevnei” și „Libertatea” din București, creând societatea Paniro SA. Tot atunci a pus și bazele Grupului SM Invest, care, prin cele 50 de filiale și cei peste 6000 de angajați, avea să ajungă, în 1995, cel mai mare grup privat din România.
După înființarea Băncii Dacia Felix, în martie 1991, Sever Mureșan devine în toamna aceluiași an acționar al băncii în calitate de persoană fizică, apoi, la cererea membrilor fondatori, intră în consiliul de administrație.
Între 1992 și 1994, realizează prin societățile SC SM Invest Holding SA, Astra Română Capital S.A.H. și Sita Investment A.G., investiții masive, astfel că, în cursul anului 1994, participarea acestor societăți la capitalul social al Băncii Dacia Felix ajunge la 68,89 la sută. Dar chiar dacă devenise în 1994 acționar majoritar al Băncii Dacia Felix, un an mai târziu, din cauza presiunilor politice pentru a se afilia partidului de guvernământ, ca sponsor electoral al PDSR, Sever Mureșan demisionează din Consiliul de Administrație.
În 1991, transferă din Franța, la București, turneul de tenis „Burgundian Open” pe care îl organiza la Dijon. S-a născut astfel competiția de nivel ATP „Romanian Open Tennis”, care avea să devină al cincilea turneu pe zgură din lume. Apoi, investițiile în sport au crescut exponențial, înființând și societatea „Baschet Club S.A.”, unde echipa de baschet masculin „U- SM Invest”, precum și cea feminină de volei a Universității Cluj

## Familia nobilă română Mureșan de Câmpia Turzii
Este de origine din Maramureșul istoric, din Ieud, și este descendent al familiei Balea alias Chindriș, care, la rândul ei, este descendentă a familiei voievodale a Drăgoșeștilor, fapt atestat de arborele genealogic, întocmit de publicistul Iacob Mureșianu (văr al poetului Andrei Mureșanu), de istoricii Ioan Mihalyi de Apșa, Alexandru Filipașcu și de arhivistul Joódy Pál.
Descendenți ai familiei Balea din Maramureș, la începutul secolului XVII, au emigrat și s-au extins în mai multe localități din Transilvania printre care amintim: Bistrița, Dej, Câmpia Turzii, Târgu Mureș etc. Aceștia erau numiți de popor Moroșeni, Moroșan, iar mai târziu, acest nume a creat confuzia că Moroșenii ar fi originari de pe valea Mureșului. Acest nume a suferit transformări datorită evoluției limbii: Murășan, Mureșan, Mureșianu, Mureșanu.
Conform documentelor istorice publicate de Ioan cav. de Pușcariu și de către alți istorici, pe aceștia îi găsim înscriși cu numele de Mureșianu, Mureșian, Mureșan etc., iar după datele publicate de Iacob Mureșianu, în „Foaie pentru minte, inimă și literatură”, acesta își confirmă originea din familia Balea de Ieud, Maramureș. 
Familia Balea de Ieud a fost înnobilată de regele Sigismund de Luxemburg la anul 1419, și în anul 1511 regele Vladislav al II-lea îi reconfirmă nobilitatea și proprietățile din Ieud, iar descendenții familiei Balea, familia Mureșan, pentru serviciile aduse Curții regale a fost recompensată și înnobilată cu diplome și blazoane de către principele Transilvaniei Sigismund Báthori, la anul 1587 și de principele Mihail Apafi I, la 20 noiembrie 1674 și la 9 ianuarie 1675.
Urmașii nobilei familii Mureșan de Câmpia Turzii îi găsim azi stabiliți în București și în alte orașe din România și Franța, unde ocupă un loc de cinste. 
Andrei Sever Mureșan, Stephane Adrien Mureșan, Julia Mureșan și Laura Andreea Mureșan se pot mândri cu descendența lor din familia poetului Andrei Mureșanu autor al imnului „DEȘTEAPTĂ-TE ROMÂNE” având datoria de onoare de a perpetua blazonul familiei și de a ține nestinsă flacăra propășirii națiunii române.
Deviza familiei nobile Mureșan de Câmpia Turzii este: „Sic Deus pro nobis quis contra nos?” („Dacă Dumnezeu este cu noi, cine este împotriva noastă ?”).

## Banca Dacia Felix
În martie 1991, Mureșan a cofondat Banca Dacia Felix, a doua bancă privată românească. În primii ani, banca a atras depozite din partea populației, dar între 1993–1995 a acordat credite neperformante, unele dintre ele către societăți la care era acționar chiar Mureșan. Cu 70% din plasamente fiind neperformante și cu o pagubă de ordinul sutelor de milioane de dolari, banca a trebuit să fie vândută unui grup israelian pentru a evita în primă fază falimentul. Mureșan a fost anchetat pentru înșelăciune, fals material în înscrisuri oficiale, uz de fals, gestiune frauduloasă și abuz în serviciu, dar ancheta a trenat și în cele din urmă în 2005 a intervenit termenul de prescripție, și Mureșan a fost achitat, fiind însă obligat să plătească 100 de milioane de euro daune.

## Afacerile lui Sever Mureșan
Locuind în Franța din 1980, a creat la Dijon un club de tenis renumit, după care, obținând exclusivitate asupra comercializarea materialelor sintetice pentru sporturi „indoor” și „outdoor”, s-a lansat în afaceri internaționale.
După evenimentele din Decembrie ’89, a lansat operațiunea „Pâine pentru România”, prin asocierea firmelor „Croissant de France Invest” cu fabricile de pâine românești „Panegrano” din Cluj, dar și „Plevnei” și „Libertatea” din București, creând societatea Paniro SA. Tot atunci a pus și bazele Grupului SM Invest, care, prin cele 50 de filiale și cei peste 6000 de angajați, avea să ajungă, în 1995, cel mai mare grup privat din România.
După înființarea Băncii Dacia Felix, în martie 1991, Sever Mureșan devine în toamna aceluiași an acționar al băncii în calitate de persoană fizică, apoi, la cererea membrilor fondatori, intră în consiliul de administrație.
Între 1992 și 1994, realizează prin societățile SC SM Invest Holding SA, Astra Română Capital S.A.H. și Sita Investment A.G., investiții masive, astfel că, în cursul anului 1994, participarea acestor societăți la capitalul social al Băncii Dacia Felix ajunge la 68,89 la sută. Dar chiar dacă devenise în 1994 acționar majoritar al Băncii Dacia Felix, un an mai târziu, din cauza presiunilor politice pentru a se afilia partidului de guvernământ, ca sponsor electoral al PDSR, Sever Mureșan demisionează din Consiliul de Administrație. În anul 2000, Sever Mureșan a fost condamnat în Elveția la trei ani și șase luni de închisoare pentru dauna de 25 de milioane de dolari adusă Băncii Dacia Felix.
La data de 30 decembrie 2007, Curtea de Apel Administrativă din Lyon, Franța, constată faptul că Sever Mureșan nu are nici o datorie față de autoritațile fiscale franceze pentru anii 1994 și 1995, pe care s-au bazat acuzarea în cadrul procesului penal. Ca urmare a acestei hotărâri, Ministerul de Finanțe din Franța, a eliberat un document de degrevare fiscală pentru anii în cauză, ceea ce anulează justificarea procesului penal și condamnarea primită fără temei. În condițiile în care Sever Mureșan nu are nici o datorie față de autoritățile fiscale franceze, acuzația de evaziune fiscală nu este susținută. În prezent este Founder Group President și CEO SM Petrol SA.